# 元永业
元永业（？—？），河南郡洛阳县（今河南省洛阳市东）人，魏献文帝拓跋弘之孙，使持节、散骑常侍、司空、司州牧、车骑大将军、广陵惠王元羽之子，北魏宗室、官员。

## 生平
普泰元年九月癸巳（531年10月22），魏节闵帝元恭封弟弟元永业为高密郡王，食邑二千户。兴和四年六月丁酉（542年6月30日 ），元永业的高密王爵位得到恢复。武定末年，元永业官至金紫光禄大夫，北齐接受禅让后，爵位依例降低。